# Ein kleiner Schnitt
Ein kleiner Schnitt ist ein Kurzfilm von Marleen Valien, der im Oktober 2020 bei den Hofer Filmtagen seine Premiere feierte.

## Handlung
Während des Barock, Mitte des 18. Jahrhunderts, ist der etwas verklemmte Israel Rubenstein als Finanzdirektor am Hof von Herzog Wilhelm tätig. Als dessen Frau, die Herzogin Sophie, von ihm verlangt, mit ihrem Mann über die Erfüllung seiner ehelichen Pflichten zu sprechen, wird dies für Rubinstein zu einer delikaten Angelegenheit. Der noch junge Herzog leidet unter einer Phimose, die den Koitus für ihn sehr schmerzhaft macht und ihn vom wichtigen Vollzug seiner Ehe abhält.
Eine Beschneidung würde das Problem lösen, und Rubenstein, den Sophie als Juden für einen Experten in dieser Angelegenheit hält, muss dieses peinliche Thema ansprechen. Bei einer gemeinsamen Tasse Tee mit dem Herzogspaar hat er plötzlich die Idee, wie er den Herzog davon überzeugen kann, dass ein kleiner Schnitt all die Probleme löst und man bei der Prozedur keineswegs völlig entmannt wird. Dafür muss er allerdings die höfische Etikette kurzzeitig vergessen und lässt vor dem Herzogspaar die Hosen fallen.

## Produktion
Regie führte Marleen Valien, das Drehbuch schrieb Mathis van den Berg. Am Anfang und am Ende des Films ist ein mit rosafarbenem Guss überzogenes Eclair zu sehen.
Konrad Singer spielt den jüdischen Hofbeamten Israel Rubenstein, Louis Hofmann seinen Dienstherrn Herzog Wilhelm und Josephine Thiesen dessen Frau Sophie.
Die Kostüme stammen von Lara Scherpinski.
Die Premiere erfolgte am 22. Oktober 2020 bei den Hofer Filmtagen. Ab Mitte Januar 2021 wurde der Film beim Filmfestival Max Ophüls Preis vorgestellt. Die Fernsehpremiere war am 18. April 2021 bei Arte.

## Auszeichnungen
Kinofest Lünen 2021
- Nominierung im Kurzfilmwettbewerb[1]